# فردریک شوندورفر
فردریک شوندورفر (فرانسوی: Frédéric Schoendoerffer‎؛ زادهٔ ۳ اکتبر ۱۹۶۲) کارگردان فیلم اهل فرانسه است.
از فیلم‌ها یا مجموعه‌های تلویزیونی که وی در آن‌ها نقش داشته‌است، می‌توان به مأموران مخفی، تعویض و امانوئل ۴ (مدیر تولید) اشاره نمود.